# BBC Wuustwezel
BBC Wuustwezel is een Belgische basketbalclub uit Wuustwezel.

## Geschiedenis
BBC Wuustwezel werd in 1981 opgericht door Piet Vingerhoets, Wim Buermans en Ron Meeusen. Ze begonnen op het buitenterrein in Loenhout. Bij de opening van de sporthal in de Slijkstraat zijn ze verhuisd naar het centrum van Wuustwezel.
In het seizoen 2008/09 werd de eerste ploeg kampioen in 2e provenciale. Een jaar later werden de U18 kampioen, gevolgd door de U12. In 2012 speelde de eerste ploeg wederom kampioen, zo stegen ze naar de landelijke competitie. In 2013 werden de U21 kampioen in de provenciale A- reeks.
Na de twee promoties had de club het lastiger. De eerste ploeg zakte namelijk na enkele seizoenen weg naar 3e provenciale. Ook de tweede ploeg degradeerde naar 4e provenciale. Hoogtepunten in deze periode waren een promotie in 2018 van de tweede ploeg en 2 opeenvolgende bekerwinsten van de U21. Na één seizoen in 3e provenciale, werd de 1ste ploeg meteen weer kampioen. Ook de jeugdploegen behaalde enkele mooie resultaten. De U12 wonnen in 2022 de prijs voor "sportploeg van het jaar" op het Sportgala van Wuustwezel.
In het seizoen van 2023/24 werd de eerste ploeg opnieuw kampioen in 2e provenciale. In december 2024 gingen de U14 naar de Limfjords-Cup in de stad Lemvig in Denemarken. De U14 T werden uitgeschakeld in de 8ste finales door de Duitse Itzehoe Eagles. De U14 R werden uiteindelijk in de kwartfinales uitgeschakeld door kampioen GUCO Lier en behaalde hiermee een 5de plaats in hun leeftijdscategorie. In het seizoen 2024/25 wonnen de U14 A van Kon. Herentalse BBC en wonnen ze de Beker van Antwerpen.

## Bekende (oud-)spelers
- Mattias Palinckx
- Jef Van der Jonckheyd
- Dennis Xhaët[bron?]